# Érythroblastopénie
En médecine, une érythroblastopénie se définit par un taux d'érythroblastes dans la moelle osseuse inférieur à la normale. 
L'étymologie du terme peut se décomposer ainsi : Erythros, du grec ancien ἐρυθρός « rouge », Blastos du grec ancien βλαστός « germe » (se référant à une cellule immature) et enfin Pénie du grec ancien πενία « déficience, pauvreté ». 

## Deux formes
Il existe deux formes d'érythroblastopénie : aiguë et chronique.
La forme aiguë complique une anémie hémolytique (destructrice des hématies). Elle a le plus souvent une cause virale, le parvovirus B19 pouvant être cité en exemple ; les hépatites, les mononucléoses infectieuses et même le VIH (surtout après un traitement par l'AZT). La forme aiguë peut aussi frapper l'enfant (origine immunologique) et la maladie peut avoir une origine toxique (notamment le chloramphénicol). Dans ce dernier cas le fait de ne plus prendre le médicament permet de guérir complètement.
La forme chronique touche les individus de tout âge. Chez l'enfant, on parlera de maladie de Blackfan-Diamond, qui survient dans les premiers mois de la vie. Chez l'adulte, elle est associée notamment au thymome, à la myasthénie, au lupus érythémateux disséminé, à la leucémie lymphoïde chronique, aux Cancers digestifs et aux myélodysplasies. Des cas dus au traitement d'une anémie à l'érythropoïétine ont été signalés, mais ils sont rares.

## Cause
Quelle que soit la forme, la maladie arrive quand les érythroblastes (cellules médullaire précurseurs des globules rouges matures, qui contribuent à la synthèse de l'hémoglobine) sont en nombre inférieur à la normale.

## Conséquence
Le manque de cellules assurant la synthèse de l'hémoglobine entraîne une anémie qui peut nécessiter un traitement à vie dans les cas les plus graves.

## Traitement
Thymectomie pour les thymomes, immunosuppresseurs et transfusions sanguines pour les érythroblastopénies chroniques.